# Kassenärztliche Bundesvereinigung
Die Kassenärztliche Bundesvereinigung ist der Dachverband der 17 Kassenärztlichen Vereinigungen. Sie organisiert die flächendeckende wohnortnahe ambulante Gesundheitsversorgung und vertritt die Interessen der Vertragsärzte und Vertragspsychotherapeuten auf Bundesebene. Sie ist als Körperschaft des öffentlichen Rechts organisiert. Sie untersteht der staatlichen Aufsicht des Bundesministeriums für Gesundheit.

## Geschichte
Die Gründung der Kassenärztlichen Vereinigungen geht zurück auf eine Notverordnung des Reichspräsidenten im Jahre 1931, welche die Arbeitskämpfe zwischen Ärzten und Krankenkassen schlichten sollte. Sie hatte die endgültige Ablösung des Einzelvertragssystems, in dem jeder Arzt einzeln Abrechnungsverträge mit den Krankenkassen schloss, zur Folge und führte zur Errichtung eines Systems von regionalen Kassenärztlichen Vereinigungen.
Nach der Machtergreifung durch die Nationalsozialisten wurden die gerade erst gegründeten regionalen Organisationen in der Kassenärztlichen Vereinigung Deutschlands (KVD) gleichgeschaltet. Die Kassenärztliche Bundesvereinigung (KBV) wurde 1955 als Rechtsnachfolgerin der Kassenärztlichen Vereinigung Deutschlands gegründet.
Zur Aufarbeitung der Rolle der Ärzteschaft im Nationalsozialismus beteiligt sich die KBV an einem Forschungspreis, den sie zusammen mit dem Bundesministerium für Gesundheit (BMG) und der Bundesärztekammer (BÄK) ausschreibt.
Das Forschungsprojekt „KBV übernimmt Verantwortung“, in Zusammenarbeit mit Samuel Salzborn von der Technischen Universität Berlin, beschäftigt sich mit der Rolle der Vorgängerorganisation der KBV, der Kassenärztlichen Vereinigung Deutschlands (KVD), während der Zeit des Nazi-Terrors zwischen 1933 und 1945.

## Ziele
Die KBV organisiert zusammen mit den Kassenärztlichen Vereinigungen die flächendeckende wohnortnahe ambulante Gesundheitsversorgung. Sie soll sicherstellen, dass die rund 73 Millionen gesetzlich Krankenversicherten deutschlandweit die gleiche hochwertige medizinische Betreuung erhalten.
Daneben ist ihre Aufgabe vor allem die politische Interessenvertretung der in Praxen ambulant tätigen Ärzte- und Psychotherapeuten auf Bundesebene: Wenn es um Gesetzgebungsverfahren oder gesundheitspolitische Entscheidungen auf Bundesebene geht, bringt die KBV die Position der niedergelassenen Ärzte und Psychotherapeuten ein. Genauso beteiligt ist sie bei Verhandlungen zum Leistungsspektrum der gesetzlichen Krankenkassen und zur Honorierung der Ärzte beteiligt.
Zu den wichtigsten selbstgesteckten Zielen gehört, die Bedingungen so zu verbessern, dass die Körperschaften den gesetzlichen Auftrag und die Verantwortung auch wirklich übernehmen können, die Versorgung sicherzustellen. Die KBV setzt sich zudem für die diagnostische und therapeutische Freiheit ein. Außerdem will die KBV eine angemessene, sichere und nachvollziehbare Vergütung für die niedergelassenen Ärzte und Psychotherapeuten erreichen.

## Organisation

### Vertreterversammlung
Das höchste Entscheidungsgremium der KBV ist die Vertreterversammlung. Sie hat 60 Mitglieder, die sich aus Vorständen der Kassenärztlichen Vereinigungen und Ehrenamtlern zusammensetzen: 24 Fachärzte, 24 Hausärzte, 6 Psychotherapeuten und 6 Mitglieder, die weder Arzt noch Psychotherapeut sind. Die ehrenamtlichen Mitglieder werden von den Kassenärztlichen Vereinigungen für sechs Jahre gewählt und in die KBV-Vertreterversammlung entsandt.
Die Vertreterversammlung wählt den KBV-Vorstand, der aus einem haus- und einem fachärztlichen Mitglied sowie einem weiteren Mitglied besteht. Die Vorstandsmitglieder dürfen nicht Mitglied der Vertreterversammlung sein.
Die Vertreterversammlung bildet mehrere Ausschüsse, die mit Delegierten besetzt werden.

#### Die Vorsitzenden der Vertreterversammlung
- Vorsitzende der Vertreterversammlung: Petra Reis-Berkowicz
- Erste stellvertretende Vorsitzende der Vertreterversammlung: Anke Pielsticker
- Zweiter stellvertretender Vorsitzender der Vertreterversammlung: Rolf Englisch

#### Mitglieder und Ausschüsse der KBV-Vertreterversammlung
- Mitglieder der Vertreterversammlung (16. Amtsperiode)
- Beratender Fachausschuss für die hausärztliche Versorgung
- Beratender Fachausschuss für die fachärztliche Versorgung
- Beratender Fachausschuss für Psychotherapie
- Beratender Fachausschuss für angestellte Ärzte/Psychotherapeuten
- Finanzausschuss
- Koordinierungsausschuss
- Satzungsausschuss
- Ausschuss für Vorstandsangelegenheiten
- Compliance-Ausschuss

### Vorstand
Der Vorstand ist das Führungsorgan der KBV. Er entwickelt die gesundheitspolitische und strategische Ausrichtung der Körperschaft und vertritt sie in allen Fragen nach außen und innen.
Am 3. März 2023 sind für die 16. Wahlperiode bzw. sechs Jahre folgende drei Vorstandsmitglieder gewählt worden:
- Andreas Gassen: Vorstandsvorsitzender
- Stephan Hofmeister: stellvertretender Vorstandsvorsitzender
- Sibylle Steiner: Mitglied des Vorstands

### Ausschüsse
Die KBV bringt ihre Kompetenz in unterschiedliche Ausschüsse ein und erfüllt damit satzungsgemäße Aufgaben innerhalb der gemeinsamen Selbstverwaltung.
- Gemeinsamer Bundesausschuss (G-BA)
- Bewertungsausschuss
- Arbeitsausschuss des Bewertungsausschusses
- Erweiterter Bewertungsausschuss
- Bundesschiedsamt

### Kooperationen
- Zi: Das Zentralinstitut für die Kassenärztliche Versorgung ist das unabhängige Forschungsinstitut der KBV und der Kassenärztlichen Vereinigungen.[8]
- Kooperationsgemeinschaft Mammographie: Gemeinsam mit den gesetzlichen Krankenkassen betreibt sie die Kooperationsgemeinschaft Mammographie. Ihre Aufgabe ist die Koordination, Qualitätssicherung und Evaluation des Mammographie-Screening-Programms.[9]
- ÄZQ: Die KBV unterhielt von 1995 bis Ende 2024 das Ärztliche Zentrum für Qualität in der Medizin als gemeinsame Institution mit der Bundesärztekammer.

### Tochterunternehmen
- kv.digital GmbH: Entwicklung von Plattform-, Web- und App-Lösungen für die Digitalisierung der niedergelassenen ärztlichen Versorgung.[10]
- mio42 GmbH: Entwicklung sogenannter medizinischer Informationsobjekte, die dazu dienen, medizinische Daten – etwa in einer elektronischen Patientenakte – standardisiert zu dokumentieren.[11]
- DSSG mbH: IT-Dienstleister der KBV[12]
- Deutsche Gesellschaft für Kassenarztrecht e. V.

### Bundesarztregister
Die KBV führt das Bundesarztregister, in dem sämtliche Arztregistereinträge aller KVen gespeichert sind.

## Aufgaben
Die Hauptaufgaben der KBV lassen sich unter folgenden Stichpunkten zusammenfassen: Interessenvertretung der Politik, Sicherstellung und Versorgung.

### Interessenvertretung
Die KBV überwacht die Pflichten der freiberuflichen, in Praxen ambulant tätigen Ärzte und Psychotherapeuten. Sie vertritt die Interessen der Politik und der Öffentlichkeit und bringt ihren Sachverstand in die gesundheitspolitische Diskussion ein. Sie setzt sich auf Bundesebene für die Freiberuflichkeit, Niederlassungsfreiheit und die freie Arztwahl ein. Sie kämpft vor allem dafür, die Rahmenbedingungen zu verbessern, um den Beruf wieder attraktiver zu gestalten. 
Die KBV vertritt auf Bundesebene die Rechte der Krankenkassen gegenüber den Vertragsärzten und Vertragspsychotherapeuten (Paragraf 75 Abs. 2 S. 1 SGB V). Die Rechtsprechung leitet daraus ab, dass die KBV kein allgemeinpolitisches Mandat hat (so z. B. der Bundesgerichtshof (BGH) im Beschluss vom 13. Mai 1985, Az. AnwZ (B) 49/84). Anerkannt ist aber, dass sie sich in berufspolitischen Belangen auch gegenüber Politik, dem Gesetzgeber, Berufsverbänden, Industrie und der Öffentlichkeit einsetzt (so Nösser/Schröder, in Heidelberger Kommentar, Mr. 2800, Rn. 27).
Ihren Forderungen für angemessene Bereitstellung der ärztlichen und psychotherapeutischen Leistungen verleiht die KBV regelmäßig in Verhandlungen mit den Kassen Nachdruck: beim Abschluss von Verträgen mit dem Spitzenverband der gesetzlichen Krankenversicherung und in Gremien der gemeinsamen Selbstverwaltung, wie dem Gemeinsamen Bundesausschuss, Bundesschiedsamt und Bewertungsausschuss.
Um die Arbeitsbedingungen von Ärztinnen und Ärzten sowie Psychotherapeutinnen und Psychotherapeuten zu verbessern, setzt sie sich dafür ein, Bürokratie im Arztalltag abzubauen und Beruf und Familie besser in Einklang zu bringen.

### Sicherstellung
Die Kassenärztlichen Vereinigungen der Länder sind gesetzlich verpflichtet, die ambulante ärztliche Versorgung aller gesetzlich Versicherten in Deutschland sicherzustellen (sogenannter Sicherstellungsauftrag in Paragraf 75 Abs. 1 SGB V). Dieser gesetzliche Auftrag geht auf intensive Auseinandersetzungen der Ärzteschaft mit den Kassen am Ende des 19. Jahrhunderts zurück. Ärztliches Ziel waren nicht einfach bessere Arbeitsbedingungen oder Honorarerhöhungen, sondern Kollektivverträge mit den Kassen und die freie Arztwahl für die Versicherten.
Mit dem sogenannten Berliner Abkommen, das 2013 sein hundertjähriges Jubiläum feierte, wurden wesentliche Fortschritte erzielt, die bis heute maßgeblich sind für das Verhältnis von Ärzten und Krankenkassen. Dazu gehört die – wenn damals auch noch eingeschränkte – freie Arztwahl, der verbriefte Anspruch der Ärzte auf eine in Form und Höhe angemessene Entschädigung sowie die Errichtung von Schiedsinstanzen.
Das war die Geburtsstunde der gemeinsamen Selbstverwaltung von Ärzten und Kassen, in der sich beide Seiten auf den Grundkonsens einigten, gemeinsam, aber mit jeweils eigenen Zuständigkeiten, für die Versorgung der Patienten geradezustehen. Zwar war die Sicherstellung in dem Abkommen noch nicht ausdrücklich erwähnt, implizit aber darin enthalten. Die Forderung nach einer organisatorischen Gleichstellung der Ärzte mit den Krankenkassen mündete schließlich in die Gründung der Kassenärztlichen Vereinigungen.
Der historische Kompromiss von damals lautete: Die ärztliche Selbstverwaltung, in Gestalt der Kassenärztlichen Vereinigungen, handelt gesamthaft die Verträge mit den Krankenkassen aus. Ziel war es, den einzelnen Arzt aus der direkten individuellen Abhängigkeit und damit von der Willkür der Kassen zu befreien.
Denn die Ärzte waren aufgrund ihrer Abhängigkeit von den Kassen nicht mehr in der Lage, ihre Praxen wirtschaftlich zu führen. Im Gegenzug für den Kollektivvertrag hatten die Kassenärztlichen Vereinigungen gegenüber den Krankenkassen die Versorgung der Versicherten zu gewähren, sprich diese sicherzustellen. Dafür verzichteten die Ärzte fortan auf das Streikrecht – allerdings mit der Garantie auf eine angemessene Kompensation.
Das, wofür die Ärzte damals gekämpft haben und was sie mit Gründung der Kassenärztlichen Vereinigungen bekommen haben, ist unter den heutigen Bedingungen jedoch nicht mehr der Sicherstellungsauftrag, den sie damals übernommen haben. Die Erosion des Sicherstellungsauftrages verlief über lange Zeit in kleinen, teils fast unmerklichen Schritten. Die KBV streitet auf vielen Themenfeldern dafür, die Bedingungen des früheren Konsenses wieder herzustellen.

### Versorgung
Die KBV kontrolliert und verbessert stetig die ambulante vertragsärztliche Versorgung. Um flächendeckend einen guten Zugang zu gewährleisten, regelt die Bedarfsplanung, wie viele Ärzte pro Kopf für welche der einzelnen Fachgruppen sinnvoll sind. Die Bedarfsplanung wird von den KVen mit den Kassen im Gemeinsamen Bundesausschuss in einer Richtlinie geregelt.
Im Gemeinsamen Bundesausschuss ist die KBV an der Bewertung des Nutzens neuer Arzneimittel und Leistungen beteiligt. Dadurch können die gesetzlichen Krankenkassen beispielsweise eine neue Behandlungsmöglichkeit in ihr Leistungsspektrum ablehnen.
Ein wesentliches Instrument zur Gestaltung sind Verträge wie der Bundesmantelvertrag und auch Verträge mit besonderen Kostenträgern (wie Unfallversicherungsträger, Postbeamtenkrankenkasse, Bundeswehr, Bundespolizei). Hinzu kommen Rahmenempfehlungen für dreiseitige Verträge zwischen Krankenkassen, Krankenhäusern und Vertragsärzten, Vereinbarungen über den Datenaustausch zwischen Kassenärztlichen Vereinigungen und Krankenkassen sowie Vereinbarungen einheitlicher Qualifikationserfordernisse für ärztliche Untersuchungs- und Behandlungsmethoden.
Die KBV unterhält zusammen mit den KVen das Zentralinstitut für die kassenärztliche Versorgung der Bundesrepublik Deutschland, das das ZI-Praxis-Panel erhebt, eine betriebswirtschaftliche Befragung der Praxen.
Auch die Versorgungsforschung spielt eine immer wichtigere Rolle, um Handlungsbedarf zu erkennen. Die KBV bringt regelmäßig Themenvorschläge für den Versorgungsatlas ein, der vom Zentralinstitut für die kassenärztliche Versorgung in Deutschland (Zi) entwickelt wird, und unterstützt das Zi dabei beratend. Ärzte, Wissenschaftler, gesundheitspolitische Akteure und die interessierte Öffentlichkeit erhalten hier Einblick in wissenschaftliche Ergebnisse, die hier alltagstauglich dargestellt werden. Regionale Unterschiede bei Inanspruchnahme und Qualität der vertragsärztlichen Versorgung werden hier erkennbar.
Unter den Kassenärztlichen Vereinigungen nimmt die KBV den Fremdkassenzahlungsausgleich vor. Seit dem Jahr 2012 veröffentlicht die KBV einen quartalsweisen Bericht über die Ergebnisse der Honorarverteilung.
Die KBV führt eine Abrechnungsstatistik. Mit Einführung der EDV-Abrechnung 1988 hat die KBV die Aufgabe, das Datenformat für die Übermittlung der Abrechnungsdaten von Arztpraxen und Kliniken zur KV zu definieren. Durch Vorgabe der Richtlinien für die Abrechnungs-Software und Ausübung des Software-Zulassungsverfahrens führt die KBV die Kontrolle über die Korrektheit der ärztlichen Abrechnung aus.
Außerdem organisiert die KBV das Formularwesen der Praxen.

## Kritik

### Pensionsaffäre
2016 hatte das Bundesgesundheitsministerium die KBV ultimativ aufgefordert, rechtswidrige Pensionszahlungen und Immobiliengeschäfte rückgängig zu machen und mit Zwangsverwaltung gedroht. Im Mai 2016 beschloss die Vertreterversammlung hohe Pensionszahlungen vom ehemaligen Vorstand Andreas Köhler zurückzufordern, ebenso Ruhestandszahlungen an weitere frühere Beschäftigte. Das Ministerium von Gesundheitsminister Hermann Gröhe beanstandete auch die rechtswidrige Finanzierung von KBV-Immobilien in Berlin.